# واله دی کازیس
واله دی کازیس (به ایتالیایی: Valle di Casies) یک کومونه در ایتالیا است که در تیرول جنوبی واقع شده‌است. واله دی کازیس ۱۰۸٫۷ کیلومتر مربع مساحت و ۲٬۲۵۶ نفر جمعیت دارد.